# Аннап (Шампань — Арденны)
Анна́п (фр. Hannappes) — коммуна во Франции, находится в регионе Шампань — Арденны. Департамент — Арденны. Входит в состав кантона Рюминьи. Округ коммуны — Шарлевиль-Мезьер.
Код INSEE коммуны — 08208.
Коммуна расположена приблизительно в 175 км к северо-востоку от Парижа, в 100 км севернее Шалон-ан-Шампани, в 36 км к западу от Шарлевиль-Мезьера.

## Население
Население коммуны на 2008 год составляло 159 человек.
| 1962 | 1968 | 1975 | 1982 | 1990 | 1999 | 2008 |
| ---- | ---- | ---- | ---- | ---- | ---- | ---- |
| 181  | 219  | 210  | 211  | 186  | 155  | 159  |

## Администрация
| Период | Период | Фамилия          | Партия                  | Должность                |
| ------ | ------ | ---------------- | ----------------------- | ------------------------ |
| 1977   | 1983   | Клебер Мишо      |                         |                          |
| 1983   | 1989   | Жиль Карюэль     |                         |                          |
| 1989   | 2008   | Реймон Дервен    | Социалистическая партия | член генерального совета |
| 2008   |        | Вильгельм Марлье |                         |                          |

## Экономика
В 2007 году среди 94 человек в трудоспособном возрасте (15—64 лет) 55 были экономически активными, 39 — неактивными (показатель активности — 58,5 %, в 1999 году было 56,3 %). Из 55 активных работали 47 человек (28 мужчин и 19 женщин), безработных было 8 (5 мужчин и 3 женщины). Среди 39 неактивных 6 человек были учениками или студентами, 18 — пенсионерами, 15 были неактивными по другим причинам.

## Достопримечательности
- Церковь Аннап. Исторический памятник с 1913 года.[3]

## Фотогалерея
- Аннап, центральная улица
- Мэрия-школа
- Церковь Св. Иоанна Крестителя
- Памятник погибшим в Первой мировой войне